# Arthur Rowe (Fußballspieler)
Arthur Sydney Rowe (* 1. September 1906 in Tottenham; † 5. November 1993 in Norbury) war ein englischer Fußballspieler und -trainer. Rowe war während seiner Spielerkarriere in der Football League ausschließlich für Tottenham Hotspur aktiv und bestritt für den Klub von 1930 bis 1938 über 200 Pflichtspiele als Mittelläufer; zudem kam er zu einem Länderspiel für England. Nach dem verletzungsbedingten Ende seiner Karriere wechselte er auf die Trainerbank und erlebte dort seinen größten Erfolg mit Tottenham, als er den Klub mit der von ihm erdachten Push-and-Run-Taktik 1951 als Aufsteiger direkt zur ersten Meisterschaft der Vereinsgeschichte führte.

## Spielerkarriere
Rowe wurde in der Nähe der White Hart Lane geboren und war bereits zu seiner Schulzeit ein herausragender Fußballer, spielte für Londoner Auswahlteams und verpasste einen Einsatz in der englischen Schülernationalmannschaft nur aufgrund einer Verletzung. Bereits seit 1921 den Tottenham Hotspur, jenem Verein, den er bereits seit seiner Kindheit unterstützte, zugehörig, schloss er sich dem Verein nach dem Ende seiner Schulzeit 1923 als Amateur an. Zur weiteren Entwicklung wurde Rowe an Tottenhams Ausbildungsklubs Cheshunt in der Athenian League und Northfleet United in der Kent League abgegeben. Im Mai 1929 erhielt er seinen ersten Profivertrag bei Tottenham und kam im Oktober 1930 im London FA Charity Cup gegen den FC Chelsea erstmals zum Einsatz.
Bis zu seinem Ligadebüt dauerte es ein weiteres Jahr, erst nach einer Verletzung des Stamm-Mittelläufers Alf Messer und einer schwachen Leistung seines Ersatzmanns Tommy Cable kam Rowe am 10. Oktober 1931 bei einem 1:1-Unentschieden gegen den FC Burnley zu seinem ersten Football-League-Spiel. Zwar kehrte Messer für die folgenden Partie nochmals in die Mannschaft zurück, anschließend setzte Trainer Percy Smith aber dauerhaft auf den sechs Jahre jüngeren Rowe, dessen Spielstil in komplettem Gegensatz zu dem seines Vorgängers stand. Während Messer, ein großgewachsener und kräftiger Mittelläufer, seine Aufgabe im Ausschalten des gegnerischen Mittelstürmers und dem Zerstören des gegnerischen Spiels sah, trug Rowe mit konstruktivem und präzisem Passspiel zur Spieleröffnung und dem Einleiten eigener Angriffe bei.
In den folgenden Jahren war Rowe einer der Fixpunkte in der Hotspur-Mannschaft, die 1932/33 als Tabellenzweiter den Aufstieg in die First Division realisierte und dort in der Saison 1933/34 den dritten Tabellenplatz belegte. Ein Höhepunkt für ihn war sein Länderspiel-Einsatz im Dezember 1933 gegen Frankreich an der heimischen White Hart Lane, der mit einem 4:1-Erfolg endete. Die folgende Saison 1934/35 geriet für den Klub zum Desaster und markierte den Beginn jahrelanger Verletzungsprobleme von Rowe. Tottenham hatte mit einer eingespielten Mannschaft und schnellem Kombinationsspiel 1933/34 die Liga überrascht, zahlreiche verletzungsbedingte Ausfälle verhinderten aber jegliche Eingespieltheit. Auch Rowe fiel nach einem 3:2-Sieg gegen Stoke Anfang Dezember 1934 mit einer Verletzung bis Saisonende aus. Ohne sein Mitwirken gewann das Team nur noch drei von 24 Ligapartien und stieg am Saisonende als Tabellenletzter wieder in die Zweitklassigkeit ab. Tottenham gelang es in den folgenden Jahren nicht in die erste Liga zurückzukehren und Rowe hatte auch nach dem Abstieg kontinuierlich mit Verletzungsproblemen zu kämpfen, die seine Einsatzzeiten beschränkten. Eine Knorpelverletzung hielt ihn schließlich die komplette Saison 1938/39 vom Spielgeschehen fern und Rowe, von Tottenham mittlerweile zum Transfer freigegeben, entschied sich nach 210 Pflichtspielen ohne Torerfolg zur Beendigung seiner Spielerkarriere.

## Trainerkarriere
Sein Weg als Trainer führte ihn zunächst im Sommer 1939 nach Ungarn, der Ausbruch des Zweiten Weltkriegs zwang ihn aber schon bald zur Rückkehr auf die britische Insel. Während des Kriegs fungierte er als Physical Training Instructor in der British Army und betreute auch Armee-Fußballteams. Nach Kriegsende übernahm er den Trainerposten bei Chelmsford City, die in der Southern League antraten, und führte den Klub in seiner ersten Saison zur Meisterschaft und dem Gewinn des Southern League Cups und erwarb sich dort in den folgenden Jahren einen Ruf als innovativer Trainer.
Nachdem Tottenham im Frühjahr 1949 Trainer Joe Hulme aus gesundheitlichen Gründen gekündigt hatte, übernahm Rowe zur Saison 1949/50 dessen Posten. Tottenham platzierte sich zwar seit Wiederaufnahme des Spielbetriebs der Football League immer im oberen Tabellenbereich der Second Division, von den Aufstiegsplätzen war man aber deutlich entfernt. Rowe verpflichtete zur neuen Saison mit Alf Ramsey vom FC Southampton, um dessen Verpflichtung bereits Hulme bemüht gewesen war, und Billy Rees von Cardiff City, der allerdings nicht über die Rolle als Ergänzungsspieler hinauskam und den Verein bereits ein Jahr später wieder verließ, nur zwei Spieler und setzte ansonsten auf das bereits vorhandene Spielermaterial. Stattdessen vermittelte er der Mannschaft mit der Push-and-Run-Taktik seine fußballerische Idee, die unter dem Motto Make it simple, make it quick stand. Bei Ballbesitz sollten mit schnellem und einfachem Spiel, insbesondere unter Einsatz von Kurzpassspiel, das Mittelfeld und gegnerische Spieler schnell überwunden werden, jeder Spieler sollte den Ball schnell weiterleiten und sich wieder Freiräume erlaufen, um anspielbar zu sein. Rowes Team dominierte mit diesen Vorgaben die Meisterschaft 1949/50 der Second Division und kehrte als überlegener Zweitligameister nach 15 Jahren wieder in die englische Elitespielklasse zurück.
Auch dort erwies sich dieses System als praktikabel, und nach kurzer Anpassungszeit setzte man sich auch in der First Division an die Tabellenspitze. Tottenham gelang das seltene Kunststück, direkt nach dem Aufstieg die englische Meisterschaft zu gewinnen. Die Mannschaft war dabei im Vergleich zur Vorsaison bis auf Peter Murphy, einen variabel einsetzbaren Offensivspieler, unverändert geblieben. Mit der Stammmannschaft Ted Ditchburn – Alf Ramsey, Arthur Willis – Bill Nicholson, Harry Clarke, Ron Burgess – Sonny Walters, Les Bennett, Len Duquemin, Eddie Baily, Les Medley beendete man die Spielzeit vier Punkte vor Manchester United und stellte mit 82 Saisontoren die beste Offensive. Nachdem 1951/52 wegen einer eher durchwachsenen Hinserie die Titelverteidigung als Zweitplatzierter hinter Manchester United um vier Zähler verpasst worden war, rutschte man in den folgenden Spielzeiten in der Tabelle bis auf Rang 16 in den Spielzeiten 53/54 und 54/55 ab. Rowe hatte es verpasst, auch wegen seiner Loyalität verdienten Spielern gegenüber, einen Umbruch einzuleiten oder gezielt neue Spieler einzubauen, sondern setzte weiterhin auf die immer älter werdende Mannschaft, die ihren Zenit überschritten hatte. Hinzu kam, dass nachkommende Spieler nicht in der Lage waren, die durch Rücktritte, Verletzungen und Wechsel hinterlassenen Lücken im Mannschaftsgefüge adäquat zu schließen, und der Vorstand nicht bereit war, größere Summen in erfahrene Erstligaspieler zu investieren. Zudem stellten sich gegnerische Mannschaften besser auf die Push-and-Run-Taktik ein und hebelten sie mit einfachsten Mitteln aus: Durch konsequente und aggressive Manndeckung wurde der Spielfluss unterbunden und die Taktik ihrer Grundlagen beraubt. Zu einem letzten Höhepunkt wurde der Auftritt im FA Cup 1952/53, als das Team bis in das Halbfinale vorstieß und dort in der letzten Minute der Verlängerung mit 1:2 gegen den FC Blackpool unterlag. Rowe erlitt im Januar 1954 erstmals einen Nervenzusammenbruch und pausierte bis Saisonende. In dieser Zeit wurde er durch Assistenztrainer Jimmy Anderson vertreten, der, nachdem Rowe im April 1955 erneut mit gesundheitlichen Problemen ins Krankenhaus eingeliefert worden war und im Sommer 1955 schließlich seinen Rücktritt erklärt hatte, das Amt dauerhaft übernahm.
Nach seinem Rücktritt betreute Rowe 1955/56 den Amateurklub Pegasus AFC, Sieger des FA Amateur Cups 1951 und 1953 mit der von Vic Buckingham, einem früheren Spurs-Spieler, vermittelten Push-and-Run-Taktik; bevor er ab 1957 wieder im Profifußball tätig war. Zunächst Chefscout von West Bromwich Albion, bekleidete er ab November 1958 das Amt des Assistenztrainers bei Crystal Palace und stieg im April 1960 als Nachfolger von George Smith zum hauptverantwortlichen Trainer des Klubs auf. Er führte die Mannschaft in der Saison 1960/61 auf den zweiten Rang der Football League Fourth Division und zum damit verbundenen Aufstieg in die Third Division. Nach einem schwachen Start in die Saison 1962/63 machten sich bei Rowe erneut gesundheitliche Probleme bemerkbar, die ihn dazu bewogen, im Dezember 1962 von seinem Posten zurückzutreten. Rowe blieb dem Fußball dennoch weiterhin verbunden, ab März 1963 war er Geschäftsführer bei Crystal Palace und übernahm interimsweise im Frühjahr 1966 erneut den Trainerposten, später war er nochmals als Assistenztrainer tätig. 1971 fungierte er als „Kurator“ der kurzlebigen Football Hall of Fame in der Oxford Street in London, die wegen mangelnden Besucherinteresses bereits 1972 wieder geschlossen wurde. In beratender Funktion war Rowe im Anschluss von Januar 1972 bis Juni 1978 bei Orient tätig und dann in selber Position beim FC Millwall. Zudem war er zeitweise Teil des Vorstands bei Crystal Palace, bevor er sich aus dem Fußballgeschäft zurückzog.